# QuarkCopyDesk
QuarkCopyDesk (oft auch nur CopyDesk) ist ein Texteditor-Programm der Firma Quark, das auf die Zusammenarbeit mit QuarkXPress ausgelegt ist.

## Anwendungsmöglichkeiten
Mit CopyDesk kann ein Redakteur entweder ein neues Textdokument mit Stilvorlagen aus QuarkXPress erzeugen oder ein bestehendes Layout aus QuarkXPress mit Texten oder Bildern füllen. Da CopyDesk und QuarkXPress vom gleichen Quelltext erzeugt werden und somit auch die identische Textengine besitzen, sieht der Redakteur nicht nur das Layout wie in QuarkXPress, sondern auch den Text zeilenverbindlich. Umbruch, Länge und Typografie des Textes sieht zu 100 % so aus, wie es später in QuarkXPress aussehen wird.
Meist wird CopyDesk im Zusammenhang mit Redaktionssystemen benutzt, wie z. B. QPS. Seit CopyDesk 2.2 kann man das Programm auch einzeln erwerben und (ohne Redaktionssystem im Zusammenhang mit QuarkXPress) nutzen.
Direkte Konkurrenz zu CopyDesk ist seit Ende 1999 Adobe InCopy.

## Funktionsweise
CopyDesk funktioniert ähnlich wie andere Texteditor-Programme, mit dem Unterschied, dass Texte genauso umbrochen werden wie in QuarkXPress.
CopyDesk hat drei Ansichtsmodi, eine WYSIWYG-Ansicht, eine Spaltenansicht und eine Textansicht, zwischen denen der Redakteur umschalten kann. Da CopyDesk mehrere Ansichtsfenster erlaubt, kann man auch zwei oder drei Ansichtsmodi parallel darstellen.
Der Textmodus sieht aus wie bei jedem anderen Texteditor, hier wird nur der Text im Fenster dargestellt. Im Spaltenmodus sieht der Redakteur die Textfahne, einen Zeilenzähler sowie den gleichen Umbruch wie in QuarkXPress. Somit können unschöne Trennungen beurteilt werden und vor allem, ob der Text ins Layout passt. Im WYSIWYG-Modus zeigt CopyDesk das Layout wie in QuarkXPress (ohne dabei Zugriff auf das Original QuarkXPress-Dokument haben zu müssen), der Redakteur kann jedoch nicht die Geometrien der Rahmen oder das Layout ändern.
CopyDesk erlaubt es auch, Änderungen zu verfolgen und visuell anzuzeigen, so dass Versionsänderungen am Bildschirm sichtbar gemacht werden können. Zusätzlich können Notizen eingefügt werden, die auch in QuarkXPress sichtbar werden.
CopyDesk erlaubt es, den Text mittels Komponenten strukturiert anzulegen, also z. B. eine Komponente als Überschrift, eine als Fließtext und eine dritte als Bildunterschrift zu kennzeichnen, die dann getrennt oder gemeinsam ins Layout einfließen können.
Ab CopyDesk 7 kann der Redakteur auch Bilder in Rahmen einladen, eine visuelle Kennzeichnung in der Maßpalette zeigt dabei, ob die Qualität der Bilder ausreicht.
Generell gilt in CopyDesk, dass ein Redakteur nur Texte bearbeiten und Bilder einladen kann, somit wird eine strikte Aufgabenverteilung zwischen Textbearbeitung und Seitengestaltung erreicht. Diese getrennte Arbeitsweise ist oft in RedaktionsWorkflows gewünscht. 

## Historie
- CopyDesk 1.0 (1991): Unterstützung für QuarkXPress 3 und QPS 1
- CopyDesk 2.0 (1998): Unterstützung für QuarkXPress 4 und QPS 2; Unterstützung auch für Windows
- CopyDesk 2.2 (2003): Unterstützung für QuarkXPress 5; erste Version, die auch ohne QPS funktioniert
- CopyDesk 3.0 (2004): Unterstützung für QuarkXPress 6 und QPS 3; Unterstützung auch für Mac OS X
- CopyDesk 3.5 (2006)
- CopyDesk 3.6 (2007)
- CopyDesk 7 (2007): Unterstützung für QuarkXPress 7 und QPS 7, Bildworkflows, Versionsverfolgung-Funktionen (Redlining)
- CopyDesk 8 (2008): Unterstützung für QuarkXPress 8